# ميدو حمادة
ميدو حمادة (بالألمانية: Mido Hamada)‏ (مواليد 1971) هو ممثل إلماني مصري لعب عده أدوارا في السينما والمسرح والتلفزيون.
تخرج حمادة من مدرسة اكسفورد للدراما وهو يعيش في لندن في انكلترا. وتشمل الأدوار التي قام بها أحمد شاه مسعود في في السلسلة التلفزيونية المصغرة الطريق إلى 11 / 9 ولعب أدوار صغيره في عده مسلسلات تلفزيونيه بريطانيه «هانيبال» و«يشعر بالقوة». في عام 2004، كما لعب دورا في الفيلم الشهير كابتن السماء وعالم الغد.و قد قام حمادة في الآونة الأخيرة من الانتهاء من تصوير فيلم «الموقف» الذي لعب فيه دور زيد وهو مصور عراقي.
حمادة يظهر حاليا في مسلسل 24 في دور سمير مهران وهو عميل استخبارات من البلد المتخيلة كاميستان التي تقع في الشرق الأوسط وحاول أغتيال رئيسها عمر حسن (أنيل كابور) ألي أن نجح في أغتياله.

## روابط خارجية
- ميدو حمادة على موقع IMDb (الإنجليزية)
- ميدو حمادة على موقع ألو سيني (الفرنسية)
- ميدو حمادة على موقع أول موفي (الإنجليزية)
- ميدو حمادة على موقع قاعدة بيانات الأفلام السويدية (السويدية)
- ميدو حمادة على موقع قاعدة بيانات الفيلم (الإنجليزية)
- ميدو حمادة على موقع كينوبويسك (الروسية)